# Сухий Ляс (гміна)
Гміна Сухий Ляс (пол. Gmina Suchy Las) — сільська гміна у північно-західній Польщі. Належить до Познанського повіту Великопольського воєводства.
Станом на 31 грудня 2011 у гміні проживало 15253 особи.

## Територія
Згідно з даними за 2007 рік площа гміни становила 116.55 км², у тому числі:
- орні землі: 28.00%
- ліси: 29.00%

Таким чином, площа гміни становить 6.14% площі повіту.

## Населення
Станом на 31 грудня 2011:
| Опис     | Загалом | Загалом | Чоловіки | Чоловіки | Жінки | Жінки |
| -------- | ------- | ------- | -------- | -------- | ----- | ----- |
| одиниця  | осіб    | %       | осіб     | %        | осіб  | %     |
| все      | 15253   | 100     | 7448     | 48.83    | 7805  | 51.17 |
| міське   | 0       | 100     | 0        |          | 0     |       |
| сільське | 15253   | 100     | 7448     | 48.83    | 7805  | 51.17 |

## Сусідні гміни
Гміна Сухий Ляс межує з такими гмінами: Мурована Ґосліна, Оборники, Рокетниця, Червонак.